# Temporada de tufões no Pacífico de 2014
A temporada de tufões do Pacífico de 2014 foi um pouco abaixo da média, com 23 tempestades tropicais, 11 tufões, 8 supertufões e 7 Tufões de categoria 5. Os meses de pico da temporada, agosto e setembro, apresentaram atividade mínima causada por uma fase de supressão invulgarmente forte e persistente da oscilação de Madden e Julian (MJO). A temporada decorreu ao longo de 2014, embora a maioria dos ciclones tropicais se desenvolvam normalmente entre maio e outubro. A temporada começou com o desenvolvimento da tempestade tropical Lingling em 18 de janeiro, e terminou após a tempestade tropical Jangmi, que se dissipou em 1 de janeiro do próximo ano.
A temporada não foi tão ativa, mortal e cara como a temporada anterior de tufões, mas foi notável por produzir uma série de poderosos supertufões. Na verdade, esta temporada viu a maioria das tempestades atingindo a categoria Intensidade 5 na escala Saffir – Simpson (sete - Neoguri, Rammasun, Halong, Genevieve, Vongfong, Nuri e Hagupit) desde 1997. Dois deles foram notáveis; Rammasun tornou-se um dos dois únicos tufões de categoria 5 registados no Mar da China Meridional, sendo os outros o tufão Pamela em 1954. O tufão matou cerca de 200 pessoas e causou cerca de US$ 8 mil milhões de danos na China e nas Filipinas. Genevieve, um sistema de longa duração, foi o primeiro desde 1999 a ter um sistema em todas as três bacias do Pacífico Norte.
O escopo deste artigo é limitado ao Oceano Pacífico ao norte do equador entre 100° E e 180º meridiano. No noroeste do Oceano Pacífico, existem duas agências distintas que atribuem nomes aos ciclones tropicais, que muitas vezes podem resultar em um ciclone com dois nomes. Agência Meteorológica do Japão (JMA) nomeará um ciclone tropical caso seja considerado como tendo velocidades de vento sustentadas de 10 minutos de pelo menos 65 km/h (40 mph) em qualquer lugar da bacia, enquanto a Administração de Serviços Atmosféricos, Geofísicos e Astronômicos das Filipinas (PAGASA) atribui nomes aos ciclones tropicais que se movem ou se formam como uma depressão tropical em sua área de responsabilidade localizada entre 135° E – 115° E e entre 5° N – 25° N, independentemente de um ciclone tropical já ter ou não recebeu um nome da JMA. Depressões tropicais monitoradas pelo Joint Typhoon Warning Center dos Estados Unidos (JTWC) recebem um número com um sufixo "W".

## Previsões sazonais
| Previsões TSR Data    | Tempestade tropicais | Tufões totais           | CT intensos             | ECA                         | Ref   |
| --------------------- | -------------------- | ----------------------- | ----------------------- | --------------------------- | ----- |
| Média (1965–2013)     | 26                   | 16                      | 8                       | 295                         | [ 1 ] |
| 6 de maio de 2014     | 27                   | 17                      | 11                      | 375                         | [ 1 ] |
| 3 de julho de 2014    | 26                   | 16                      | 9                       | 335                         | [ 1 ] |
| 5 de agosto de 2014   | 26                   | 16                      | 9                       | 328                         | [ 1 ] |
| Outras previsões Data | Centro de previsões  | Periódo                 | Periódo                 | Sistemas                    | Ref   |
| 10 de janeiro de 2014 | PAGASA               | janeiro — março         | janeiro — março         | 1–2 ciclones tropicais      | [ 2 ] |
| 10 de janeiro de 2014 | PAGASA               | abril — junho           | abril — junho           | 3–6 ciclones tropicais      | [ 2 ] |
| 30 de junho de 2014   | CWB                  | janeiro 1 — dezembro 31 | janeiro 1 — dezembro 31 | 29–32 tempestades tropicais | [ 3 ] |
| 7 de julho de 2014    | PAGASA               | julho — setembro        | julho — setembro        | 8–10 ciclones tropicais     | [ 4 ] |
| 7 de julho de 2014    | PAGASA               | outubro — dezembro      | outubro — dezembro      | 5–7 ciclones tropicais      | [ 4 ] |
|                       | Centro de previsões  | Ciclones tropicais      | Tempestades tropicais   | Tufões                      | Ref   |
| Atividade atual:      | JMA                  | 32                      | 23                      | 11                          | [ 5 ] |
| Atividade atual:      | JTWC                 | 24                      | 22                      | 13                          | [ 6 ] |
| Atividade atual:      | PAGASA               | 19                      | 16                      | 9                           |       |

Todos os anos, vários serviços meteorológicos nacionais e agências científicas prevêem quantos ciclones tropicais, tempestades tropicais e tufões se formarão durante uma temporada e quantos ciclones tropicais afetarão um determinado país. Essas agências incluem o Tropical Storm Risk (TSR) Consórcio da University College London, da Administração de Serviços Atmosféricos, Geofísicos e Astronômicos das Filipinas (PAGASA) e do Escritório Central de Meteorologia de Taiwan. Durante outubro de 2013, o Centro Nacional Vietnamita de Previsões Hidrometeorológicas (VNCHMF) previu que um ou dois ciclones tropicais se desenvolveriam e possivelmente afetariam o Vietname entre novembro de 2013 e abril de 2014. Em janeiro - Perspectiva climática sazonal de junho, PAGASA previu que um ou dois ciclones tropicais provavelmente se desenvolveriam ou entrariam na área de responsabilidade das Filipinas entre janeiro e março, enquanto três a seis foram previstos para o período de abril a junho. Durante março, o Observatório de Hong Kong previu que a temporada de tufões em Hong Kong seria quase normal, com quatro a sete ciclones tropicais passando em 500 km do território em comparação com uma média de 6.
Nos dias 5 e 6 de maio, o Instituto de Tufões de Xangai da Agência Meteorológica da China (CMA-STI) previu que 26-28 tempestades tropicais se desenvolveriam na bacia, enquanto o Tropical Storm Risk divulgou sua primeira previsão para a temporada e previu uma temporada ativa de tufões. Como resultado, foram previstas 27 tempestades tropicais, 17 tufões e 11 tufões intensos, enquanto um índice ACE de 375 também foi previsto pelo TSR.  No final de junho, o Central Weather Bureau de Taiwan previu que 29-32 tempestades tropicais se desenvolveriam na bacia, enquanto três a cinco sistemas afetariam o próprio Taiwan. Em julho - Perspectiva climática sazonal de dezembro, PAGASA previu que oito a dez ciclones tropicais provavelmente se desenvolveriam e / ou entrariam na área de responsabilidade das Filipinas entre julho e setembro, enquanto cinco a sete foram previstos para o período de outubro a dezembro. Dentro de suas duas previsões finais para 2014, o Tropical Storm Risk previu que 26 tempestades tropicais, 16 tufões e 9 tufões intensos se desenvolveriam na bacia.

## Resumo sazonal
Um total de 32 sistemas desenvolvidos ao longo de 2014, dos quais 23 atingiram a intensidade de tempestade tropical. Dos onze tufões, oito atingiram o pico em intensidade equivalente à Categoria 5. Embora a temporada tenha apresentado atividade geral abaixo do normal, a primeira metade da temporada foi unusually active  com oito tempestades nomeadas em desenvolvimento. Duas dessas tempestades, Lingling e Kajiki, afetaram as Filipinas durante janeiro, que é a primeira vez desde 1986 em que dois sistemas se desenvolveram durante o mês de janeiro. Em julho, a atividade tropical aumentou, com a maioria das tempestades se transformando naquele mês em tufões. Além disso, todas as tempestades que se desenvolveram durante aquele mês impactaram a terra e causaram danos significativos e muitas vítimas. Em agosto, Genevieve, das bacias do Pacífico Leste e Central, entrou na bacia do Pacífico Oeste. No entanto, nenhum outro ciclone tropical excedeu a intensidade da tempestade tropical naquele mês. Isso se deveu em grande parte a uma fase muito forte, mas desfavorável, da Oscilação Madden-Julian (MJO), que impediu a formação de ciclones tropicais.
As condições para a ciclogênese tropical tornaram-se mais favoráveis em setembro com a formação da depressão tropical Karding e da Tempestade tropical severa Fengshen, embora a atividade ainda estivesse abaixo do normal. Durante o mesmo mês, Kalmaegi e Fung-wong impactaram as Filipinas, trazendo chuvas torrenciais, causando enchentes em muitas províncias. Os tufões Phanfone e Vongfong tornaram-se tufões intensos e afetaram o Japão em outubro. Mais tarde naquele mês, o tufão Nuri se desenvolveu e resultou na formação do ciclone bomba do mar de Bering de 2014. No final da temporada, o tufão Hagupit se intensificou em um supertufão equivalente à categoria 5 antes de enfraquecer e afetar as Filipinas como um tufão equivalente à categoria 3. O Hagupit causou muito menos impactos do que o Tufão Haiyan do ano anterior. A última tempestade nomeada da temporada, a tempestade tropical Jangmi, surgiu em 28 de dezembro. Jangmi afetou o sul das Filipinas e se dissipou em 1º de janeiro de 2015, tornando-se a primeira tempestade no Pacífico Ocidental a se estender por dois anos civis desde o tufão Soulik em 2000.

## Sistemas

### Tempestade tropical Lingling (Agaton)
Em 10 de janeiro, o JMA informou que uma depressão tropical havia se desenvolvido, cerca de 1 800 km ao sudeste de Manila, Filipinas. A JMA esperava que o sistema se transformasse em uma tempestade tropical dentro de 24 horas, apesar de estar localizado em uma área de condições marginais para futuro desenvolvimento. O JMA rebaixou de volta para um distúrbio tropical fraco em 12 de janeiro, quando a convecção se tornou mais desorganizada. Embora seus remanescentes tenham cruzado Mindanao, nas Filipinas, em 13 de janeiro e emergido na área da costa nordeste de Mindanao no dia seguinte.
O sistema se intensificou em uma depressão tropical novamente em 15 de janeiro com a estrutura pobre sob forte cisalhamento do vento vertical e fortes ondas de nordeste, e o JTWC emitiu um TCFA no sistema no dia seguinte, para a consolidação da estrutura e condições mais favoráveis. Em 17 de janeiro, o PAGASA atualizou o sistema para uma depressão tropical e deu o nome local de Agaton. No dia seguinte, a JMA relatou que o sistema havia se intensificado para uma tempestade tropical e deu-lhe o nome de Lingling.  Seis horas depois, o JTWC atualizou Lingling para uma tempestade tropical, com base nos dados do dispersômetro e estimativas de Dvorak ; embora a pós-análise tenha revelado que o sistema nunca fortaleceu-se em uma tempestade tropical pelo JTWC. No entanto, meio dia depois, o JTWC rebaixou Lingling a uma depressão tropical, para diminuir significativamente a convecção.  O sistema foi observado pela última vez pela JMA, em 20 de janeiro, quando se dissipou para o sudeste das Filipinas.
Apesar de não ter atingido a costa como um ciclone tropical nas Filipinas, o sistema trouxe chuvas consideráveis ao longo de vários dias para o sul de Mindanao, que causou seis inundações e dezesseis incidentes de deslizamento de terra. Como resultado, a maioria das 70 mortes causadas pelo sistema nas Filipinas foram em consequência de deslizamentos de terra ou afogamento de pessoas. Outros impactos causados por Lingling (Agaton) incluíram danos a 3 482 casas e inundações nas represas de irrigação em Cateel, Davao Oriental. No geral, o custo total dos danos foi estimado em $567 000 000 PHP ($12 600 000 US$ milhões).

### Tempestade tropical Kajiki (Basyang)
Em 29 de janeiro, o JMA informou que uma depressão tropical havia se desenvolvido cerca de 475 km ao sul-sudeste de Hagåtña, Guam. No dia seguinte, o sistema moveu-se para oeste dentro de uma área que era marginal para desenvolvimento posterior, com cisalhamento vertical de vento baixo a moderado e mudou-se para a área de responsabilidade das Filipinas. Como resultado, a PAGASA nomeou o sistema de Basyang durante 30 de janeiro, enquanto o JTWC iniciou as recomendações e designou o sistema como depressão tropical 02W. O sistema subsequentemente continuou a se mover para o oeste sob a influência da crista subtropical de alta pressão, antes de atingir seu pico de intensidade como uma tempestade tropical com ventos de 65 km/h (40 mph) durante 31 de janeiro. De acordo com o PAGASA, a tempestade atingiu a ilha de Siargao em 31 de janeiro. Devido às condições desfavoráveis no Mar da China Meridional, Kajiki se dissipou no final de 1 de fevereiro.
Kajiki impactou as Filipinas entre 30 de janeiro e 1º de fevereiro, onde um total de 13 deslizamentos de terra e 4 inundações foram registados nas províncias de Cebu e Sul de Leyte. No geral, seis pessoas foram mortas na nação insular, enquanto os danos totais foram estimados em Php 9,14 milhões (US$ 202.000).

### Tufão Faxai
No dia 27 de fevereiro, o JMA passou a monitorar um distúrbio tropical, que desenvolveu-se a cerca de 630 km ao sul-sudeste de Hagåtña, Guam. Durante o dia seguinte, ele foi atualizado pelo JTWC para uma depressão tropical, e designado como 03W. Várias horas depois, o JMA atualizou o sistema para uma tempestade tropical e o nomeou Faxai. Faxai começou a se intensificar rapidamente em uma forte tempestade tropical e, um tufão por um curto período de tempo em 4 de março. O sistema fez a transição para um ciclone extratropical em 6 de março, antes de se dissipar em 8 de março, enquanto estava localizado em torno de 800 km ao nordeste da Ilha Wake.
Apesar de passar bem a leste de Guam, o vento de Faxai e um aumento do fluxo de vento ao norte do tufão geraram grandes ondas, que ceifaram a vida de uma mulher.

### Depressão tropical 04W (Caloy)
Em 17 de março, o JMA relatou que uma depressão tropical havia se desenvolvido cerca de 604 km (375 mi) a leste de Melekeok, Palau. Nos dias seguintes, o sistema tornou-se mais organizado e foi batizado de Caloy pela PAGASA em 21 de março. Durante o dia 22 de março, o JTWC começou a alertar sobre a depressão, dando a designação de 04W com ventos de apenas 45 km/h (28 mph), enquanto, ao mesmo tempo, Caloy fez landfall em Mindanao. Porém, o JTWC emitiu o seu aviso final, pois o sistema começou a se deteriorar no mesmo dia. Caloy se dissipou dois dias depois, emergindo no mar de Sulu.

### Tempestade tropical Peipah (Domeng)
Em 30 de março, um aglomerado de tempestades se formou próximo ao equador e em Papua Nova Guiné, onde o grande aglomerado se separou em dois sistemas, com o outro se transformando no ciclone Ita. Ela se intensificou em uma depressão tropical em 2 de abril e se intensificou em 05W pelo JTWC no dia seguinte. Em 4 de abril, a convecção aumentou e o sistema se intensificou para uma tempestade tropical, levando o JMA a nomeá-lo Peipah. Embora durante o dia seguinte, ambas as agências rebaixaram Peipah a uma depressão tropical, onde o JTWC emitiu o seu parecer final. Em 6 de abril, o sistema entrou na Área de Responsabilidade das Filipinas e foi nomeado Domeng pela PAGASA, no entanto, eles também emitiram seu comunicado final algumas horas depois. A JMA continuou a rastrear o sistema até 8 de abril, pois ele estava localizado no leste das Filipinas e enfraqueceu em uma área de baixa pressão.
No final de 13 de abril, os remanescentes de Peipah se regeneraram em uma depressão tropical ao leste das Filipinas, enquanto lentamente continuavam a se aproximar da ilha-nação. Em 15 de abril, a depressão tornou-se desorganizada e a convecção do sistema foi deslocada de seu centro de circulação, levando o JTWC a emitir seu parecer final sobre o sistema.  Durante as horas seguintes, os remanescentes da depressão se voltaram para o sudoeste, até se dissipar no final de 15 de abril, próximo à costa nordeste da ilha de Mindanao.

### Tempestade tropical severa Tapah
No início de 27 de abril, o JMA relatou que uma depressão tropical havia se formado cerca de 420 km ao sul-sudeste de Hagåtña, Guam. Mais tarde naquele dia, o JTWC o atualizou para Tropical Depression 06W conforme ele se movia para o norte. Devido às águas quentes, o sistema se intensificou rapidamente em uma tempestade tropical com o JMA chamando-o de Tapah em 28 de abril. Mais tarde naquele dia, ocorreu a convecção e o sistema foi atualizado para uma forte tempestade tropical. No início de 29 de abril, o JTWC transformou Tapah em um tufão mínimo. Enfraqueceu de volta para uma tempestade tropical durante 30 de abril.  Durante 1 de maio, o sistema enfraqueceu em uma depressão tropical por causa dos efeitos do vento forte vertical e uma diminuição nas temperaturas da superfície do mar, antes que o JTWC emitisse seu parecer final sobre o sistema. O sistema foi posteriormente observado pela última vez pela JMA no dia seguinte, pois dissipou mais de 1 300 km ao sudeste de Tóquio, Japão.

### Tempestade tropical Mitag (Ester)
Em 9 de junho, o JMA informou que uma depressão tropical havia se desenvolvido cerca de 71 mi (115 km) ao sul-sudeste de Hengchun, Taiwan. Durante esse dia, a PAGASA chamou o sistema de Ester, uma vez que trouxe inundações para as Filipinas. Em 11 de junho, a convecção aumentou perto do centro do sistema conforme o JMA atualizou o sistema para uma tempestade tropical, batizando-o de Mitag. O JTWC não rastreou a tempestade, no entanto, em seu comunicado, eles classificaram Mitag como " subtropical ". Mitag atingiu o pico com ventos sustentados de 10 minutos de 75 km/h (47 mph) mais tarde naquele dia, até que foi observado pela última vez pelo JMA no início de 12 de junho, quando o sistema foi absorvido por um ciclone extratropical em desenvolvimento localizado ao norte do Japão.
Não houve danos relatados em associação com a tempestade tropical Mitag (Ester) nas Filipinas; no entanto, isso levou a PAGASA a declarar o início oficial da estação chuvosa em 10 de junho de 2014.

### Tempestade tropical Hagibis
Semelhante à formação do Mitag, o JMA começou a rastrear uma depressão tropical no Mar da China Meridional em 13 de junho. Mais tarde naquele dia, o JTWC atualizou o sistema para Tropical Depression 07W e, ao mesmo tempo, o JMA o atualizou para tempestade tropical, batizando-o de Hagibis. No início de 15 de junho, Hagibis atingiu o sul da China. Durante o dia seguinte, ambas as agências pararam de emitir avisos sobre o sistema, à medida que ele enfraquecia rapidamente para uma depressão tropical sobre a terra. Seus remanescentes ainda continuaram a se mover para o norte, e em 17 de junho, os remanescentes de Hagibis curvaram-se para o leste, enquanto se regenerava em uma tempestade tropical. Como resultado, ambas as agências reiniciaram as recomendações sobre o Hagibis. No final de 17 de junho, o Hagibis fez a transição para um ciclone extratropical. O sistema saiu da bacia em 23 de junho. Hagibis atingiu o sul da China às 04:50 UTC do dia 15 de junho. A chuva torrencial continuou a trazer inundações até 22 de junho, quando a monção do sudoeste enfraqueceu. Nenhuma pessoa foi morta e as perdas econômicas totais na China Continental foram estimadas em CNY 1,23 mil milhões (US $ 198 milhões).

### Tufão Neoguri (Florita)
Durante 2 de julho, o JMA começou a rastrear uma depressão tropical de cerca de 220 km a leste do estado de Chuuk. O JTWC seguiu o exemplo no início de 3 de julho, com a designação de 08W. No início de 4 de julho, foi transformado em tempestade tropical por ambas as agências, sendo que a última o denominou Neoguri.  Mais tarde naquele dia, Neoguri rapidamente se intensificou em um tufão de categoria 2. No dia seguinte, a rápida intensificação se seguiu e foi atualizado para a categoria de tufão de categoria 4 pelo JTWC como um olho desenvolvido claramente. Ao mesmo tempo, a tempestade entrou no PAR, com PAGASA dando-lhe o nome local de Florita. No dia seguinte, Neoguri entrou em uma área de mar com temperaturas muito altas e se intensificou em um supertufão. A tempestade atingiu o pico de intensidade no início de 7 de julho, que o JTWC avaliou operacionalmente como ventos de 1 minuto de 250 km/h (160 mph), com uma pressão mínima de 930 hPa pelo JMA, embora na pós-análise Neoguri tenha atingido a intensidade da categoria 5. No início de 8 de julho, Neoguri enfraqueceu para um tufão de categoria 3 e PAGASA afirmou que a tempestade havia saído de sua área mais tarde naquele dia. No final do dia seguinte, Neoguri enfraqueceu ainda mais para uma forte tempestade tropical causada pelo JMA.  Devido à forte corrente de jato, Neoguri moveu-se na direção leste em vez de se mover em direção à Coreia. Em 10 de julho, o JMA rebaixou o sistema para tempestade tropical e o JTWC emitiu o seu parecer final algumas horas depois, quando começou a se tornar extratropical.  Ao mesmo tempo, a circulação de Neoguri ficou totalmente exposta, pois afetava o sul do Japão. O JMA deu seu aviso final no início de 11 de julho, quando Neoguri se tornou extratropical. Seus remanescentes extratropicais de Neoguri colidiram com outro sistema fraco em desenvolvimento ao norte dele no final de 13 de julho.
Ao longo de sua trajetória, Neoguri causou apenas três mortes no Japão. Um total de 670 000 pessoas foram forçadas a evacuar e cerca de 40 voos foram cancelados em todo o país, onde 580.000 deles na província de Okinawa e 90.000 em Kyushu no período de 7 a 9 de julho. O dano total no Japão foi de ¥ 64 mil milhões (US $ 632 milhão). Em 12 de julho, alguns dias após o tufão, uma onda de calor varreu partes de Honshu e Hokkaido, matando uma pessoa.

### Tufão Rammasun (Glenda)
Em 9 de julho, o JMA começou a rastrear uma depressão tropical de aproximadamente 280 km a leste do estado de Chuuk. O JTWC seguiu o exemplo algumas horas depois com a designação de 09W. O aprofundamento convectivo subsequente e o aumento das características de bandas resultaram na classificação do sistema como uma tempestade tropical em 12 de julho com o JMA atribuindo o nome de Rammasun. Adquirindo um ligeiro componente sul em sua trilha, Rammasun se intensificou gradualmente ao longo dos dias seguintes. Devido à sua proximidade com as Filipinas, o PAGASA começou a monitorar a tempestade em 13 de julho e atribuiu a ela o nome local Glenda. O sistema atingiu força de tufão em 14 de julho depois de 27 km olho largo formado. A rápida intensificação ocorreu no dia seguinte, quando Rammasun atingiu a região de Bicol nas Filipinas como um tufão de categoria 4 com ventos de 1 minuto de 215 km/h (134 mph).
Voltando para o oeste-noroeste, Rammasun enfraqueceu significativamente ao atravessar as Filipinas. O sistema surgiu no Mar da China Meridional em 16 de julho com o olho não mais visível nas imagens de satélite. Após um breve enfraquecimento para uma forte tempestade tropical, condições ambientais favoráveis permitiram a reorganização e Rammasun atingiu seu pico de intensidade em 18 de julho ao se aproximar do sul da China com uma pressão mínima de 935 hPa. Apresentando um olho bem definido cercado por convecção profunda e fluxo proeminente, o JMA estimou os ventos do tufão em 165 km/h (103 mph). Semelhante a Neoguri, operacionalmente, o JTWC considerou o sistema com ventos de pico equivalente a um status de tufão de categoria 4 de ponta, embora sua pós-análise tenha mostrado que Rammasun se intensificou brevemente em uma categoria 5.  O enfraquecimento ocorreu depois disso com a tempestade que atingiu a Ilha de Ainão e mais tarde atingiu a Província de Guangxi. Rammasun degradou-se a uma tempestade tropical após se mover para a costa e, finalmente, se dissipou em 20 de julho sobre a província de Iunan.
Como de 17 de Julho, é relatado a partir NDRRMC que o número de mortos chegou a 40 e o montante total dos danos foram totalizaram mil milhões de pesos (US$ 27 milhões de USD). Na China, 18 pessoas morreram devido à tempestade. O total de danos foi de US $ 8 mil milhões. Rammasun matou mais de 200 pessoas.

### Tufão Matmo (Henry)
Em 16 de julho, o JMA começou a monitorar uma fraca depressão tropical no nordeste de Palau. O JTWC fez o mesmo no início do dia seguinte. No mesmo dia, a depressão se intensificou para uma tempestade tropical, recebendo o nome de Matmo. No início do dia 18 de julho, Matmo entrou no PAR, com PAGASA dando-lhe o nome de Henry. Em 19 de julho, Matmo intensificou-se ainda mais para uma forte tempestade tropical, enquanto o JTWC já o considerava um tufão de categoria 1, pois começou a seguir para noroeste. Intensificando-se gradualmente, Matmo alcançou a intensidade do tufão de categoria 2 em 21 de julho, e pico no início de 22 de julho com ventos sustentados de 1 minuto de 165 km/h (103 mph). Mais tarde naquele dia, a tempestade atingiu a cidade de Hualien. Matmo enfraqueceu rapidamente durante a maior parte do dia seguinte, quando atingiu a China pela segunda vez como uma tempestade tropical; o JTWC emitiu o seu comunicado final mais tarde naquele dia. O JTWC, no entanto, rastreou o sistema até 25 de julho, quando se tornou um sistema extratropical. Seus remanescentes se dissiparam totalmente em 26 de julho perto da Península Coreana.
Uma pessoa foi relatada como morta e alguns danos foram relatados. Pelo menos 48 pessoas morreram em um acidente de avião no estreito de Taiwan; o acidente pode ter sido causado pelo tufão. Em 24 de julho, de acordo com o governo do condado de Yilan, os danos agrícolas no condado foram estimados em cerca de NT $ 44 milhões (US $ 1,5 milhão).

### Tufão Halong (Jose)
Durante o dia 27 de julho, o JMA começou a rastrear uma depressão tropical ao sudeste das Ilhas Marianas. O JTWC seguiu o exemplo no dia seguinte, dando a designação de 11W. No início de 29 de julho, o sistema havia se intensificado para a tempestade tropical Halong. Depois de dois dias de organização estável, Halong começou a se intensificar em uma forte tempestade tropical. Em 1º de agosto, ambas as agências transformaram a tempestade em tufão. Após um período de rápido aprofundamento, Halong desenvolveu uma visão mais clara, e o JTWC melhorou Halong para categoria 3 e, em seguida, para supertufão categoria 5. Halong atingiu o pico no início de 3 de agosto, quando teve ventos de 195 km/h (121 mph) e uma pressão de 920 hPa. Ao mesmo tempo, PAGASA relatou que Halong havia entrado em sua área de responsabilidade e atribuído o nome local Jose. Em 4 de agosto, Halong passou por um ciclo de substituição da parede do olho e, consequentemente, enfraqueceu para um tufão de categoria 4 ao se curvar para o norte e, em 5 de agosto, Halong foi rebaixado para um tufão mínimo.  Halong manteve essa intensidade até chegar ao leste de Tóquio, no Japão, em 9 de agosto, onde o tufão enfraqueceu para uma forte tempestade tropical. Em 10 de agosto, o JTWC parou de alertar sobre Halong, pois já era considerado "extratropical". O JMA rastreou o sistema até o início de 11 de agosto, embora seus remanescentes tenham continuado pelos próximos dias, onde o sistema se moveu para o oeste no Mar de Okhotsk, antes de ser notado pela última vez em 15 de agosto, conforme se movia para o Oceano Pacífico.

### Tempestade tropical severa Nakri (Inday)
Em 28 de julho, o JMA e o PAGASA começaram a rastrear uma depressão tropical bem a leste das Ilhas Babuyan, com o PAGASA a nomeando como Inday. Intensificando-se gradualmente, a JMA atualizou o sistema para a tempestade tropical Nakri no dia seguinte. Depois de passar pelas Ilhas Ryukyu, em 31 de julho, Nakri se aprofundou ainda mais em uma forte tempestade tropical. O JTWC, entretanto, classificou isso apenas como um "distúrbio de monção" com ventos fortes a 40 nós. Quando Nakri se aproximou da Península Coreana, o JTWC começou a alertar o sistema, embora o JMA já o tivesse rebaixado para uma tempestade tropical. Seis horas depois, o JTWC rebaixou o sistema para depressão e parou de alertar sobre Nakri.  O JMA continuou rastreando o sistema como uma depressão tropical até que se dissipou em 4 de agosto.
Apesar de Nakri não ter causado impactos diretos nas Filipinas, a tempestade causou danos de Php 5,13 milhões (US$ 118.000). Mais de 3 500 hectares de terras agrícolas foram inundadas e arrancadas cerca de 130 árvores na Coreia do Sul e mataram um total de dez pessoas. Os danos no Condado de Haenam atingiram ￦ 1,573 mil milhões (US $ 1,52 milhão). No Japão, Nakri trouxe enchentes em muitas prefeituras, especialmente quando a cidade de Iwakuni quebrou seu recorde de receber a maior quantidade de chuva em 1 hora e 3 horas, com 2,79 polegadas e 6,14 polegadas, respectivamente. A cidade de Anan também recebeu cerca de 26 polegadas de chuva, tornando-o o agosto mais chuvoso desde que os registos confiáveis começaram em agosto de 1978. Nakri também causou deslizamentos de terra, causando duas mortes. Uma pessoa adicional foi morta. A perda total de Nakri, junto com o tufão Halong, foi de até ¥ 89 mil milhões (US$ 870 milhões).

### Tufão Genevieve
Em 7 de agosto, o furacão Genevieve entrou na bacia do Pacífico Oeste com status de supertufão Categoria 4. Mais tarde naquele dia, o Joint Typhoon Warning Center (JTWC) atualizou o sistema para um supertufão de categoria 5. Genevieve entrou em uma área de condições favoráveis e baixo cisalhamento vertical, à medida que continuava a se intensificar. Mais tarde, em 7 de agosto, Genevieve atingiu seu pico de intensidade, com ventos de 110 kn (200 km/h), e com isso, tornou-se a terceira tempestade mais forte no noroeste do Pacífico em 2014. Em 9 de agosto, Genevieve começou a se mover na direção norte, em direção ao vento vertical baixo a moderado. Mais tarde naquele dia, o JTWC rebaixou o sistema para um tufão de categoria 3. Mais tarde naquele dia, Genevieve enfraqueceu rapidamente para um forte tufão de categoria 2, pois começou a enfrentar o aumento do vento e afluxo mais seco, ao sul do sistema. Ao mesmo tempo, o olho do tufão começou a encolher. Em 10 de agosto, Genevieve enfraqueceu para um tufão mínimo, pois começou a desenvolver um olho secundário, mas o olho secundário logo desapareceu, devido à tempestade que se movia sobre águas mais frias. Ambas as agências rebaixaram o sistema para uma tempestade tropical severa mais tarde naquele dia, e rapidamente enfraquecendo a uma tempestade tropical mínima em 11 de agosto Mais tarde naquele dia, Genevieve começou a perder sua identidade, apresentando um pouco de características subtropicais. Com isso, o JTWC emitiu o seu comunicado final sobre a tempestade. No entanto, a JMA rastreou Genevieve até 14 de agosto, conforme ela interagia com uma área de alta pressão. A energia remanescente de Genevieve continuou e foi absorvida por uma área em desenvolvimento de baixa pressão ao norte dela em 15 de agosto.

### Tempestade tropical severa Fengshen
Depois de quase um mês de inatividade tropical, o JMA começou a rastrear uma depressão tropical ao sudeste de Okinawa durante 5 de setembro. Durante o dia 6 de setembro, a depressão rapidamente se organizou em uma tempestade tropical, recebendo o nome de Fengshen. Durante o dia seguinte, Fengshen tornou-se uma forte tempestade tropical quando começou a se mover para nordeste. Em 9 de setembro, Fengshen atingiu brevemente seu pico de intensidade como uma forte tempestade tropical, com o JTWC considerando-a como um tufão, com ventos sustentados de 1 minuto de 120 km/h (75 mph), pois fez um olho irregular. Fengshen colidiu com uma frente em desenvolvimento e começou a enfraquecer a leste do Japão, sendo rebaixada para tempestade tropical. Ambas as agências emitiram seu aviso final sobre Fengshen mais tarde naquele dia durante 10 de setembro.

### Depressão tropical 14W (Karding)
No final de 5 de setembro, o JMA relatou que uma depressão tropical se desenvolveu em uma área de baixa pressão que havia cruzado o centro de Luzon e agora estava localizada a cerca de 430 km ao sudoeste de Manila. Durante o dia seguinte, o JTWC emitiu um TCFA enquanto o PAGASA nomeou a depressão de Karding. O JTWC classificou-o como depressão tropical 14W em 7 de setembro, devido a fortes faixas de nuvens em torno do centro. Embora isso não tenha continuado, o JMA fez o seu aviso final devido à grande desorganização.

### Tufão Kalmaegi (Luis)
A Depressão tropical 15W desenvolveu-se a cerca de 332 km a leste de Yap durante 11 de setembro. Ao mesmo tempo, PAGASA emitiu os seus primeiros avisos sobre a tempestade, nomeando o sistema como Luis. Durante o dia seguinte, o sistema intensificou-se continuamente para uma tempestade tropical e foi batizado de Kalmaegi pelo JMA.  Em 13 de setembro, Kalmaegi se intensificou em um tufão de categoria 1, onde atingiu Cagayan no início do dia seguinte, quando começou a interagir com a terra e o JMA rebaixou Kalmaegi a uma forte tempestade tropical.  Em 15 de setembro, Kalmaegi entrou no Mar da China Meridional e se intensificou novamente para um tufão, onde atingiu seu pico de intensidade com ventos sustentados de 140 km/h (87 mph) ao fazer seu segundo landfall sobre a Ilha de Ainan.  Kalmaegi enfraqueceu rapidamente para uma grande tempestade tropical, pois continuou a se mover na direção oeste. Ambas as agências classificaram Kalmaegi como uma depressão tropical e o sistema se dissipou totalmente em 17 de setembro.
Cerca de 200 casas foram destruídas, com 600 danificadas nas Filipinas. A província de Pangasinan estava em "estado de calamidade" devido às inundações repentinas e a província de Cagayan sofreu muitos deslizamentos de terra após a tempestade durante os dias 16 e 17 de setembro. De acordo com o NDRRMC em 19 de setembro, 12 pessoas foram mortas enquanto os danos foram relatados de até $ 1,2 mil milhão (US $ 27,3 milhões). No sul da China, um total de 90 000 pessoas evacuaram durante o dia 16 de setembro em Ainão. Kalmaegi matou um total de 11 pessoas e causou cerca de CN ¥ 17,74 mil milhões (US $ 2,89 mil milhões) em danos. O tufão também afetou o Vietname, matando cerca de 13 pessoas, com perdas por danos de cerca de ₫ 20 mil milhões (US $ 944 mil). Além disso, os remanescentes de Kalmaegi se moveram sobre partes do leste da Índia causando deslizamentos de terra, onde também destruiu várias estradas durante os dias 21 e 23 de setembro. Outras 12 pessoas foram mortas na cidade de Meghalaya.

### Tempestade tropical Fung-wong (Mario)
Durante o dia 17 de setembro, a JMA começou a rastrear uma depressão tropical, pois ela havia entrado na Área de Responsabilidade das Filipinas e a PAGASA posteriormente nomeou-a, Mario. O JTWC também a classificou como depressão tropical 16W na mesma época em que foi nomeada. Mario posteriormente se intensificou em uma tempestade tropical, com JMA atribuindo o nome de Fung-wong quando se aproximou de Luzon. Em 19 de setembro, Fung-wong fez um landfall na ponta norte de Cagayán. No início de 20 de setembro, o JMA o atualizou para intensidade de tempestade tropical severa, embora na pós-análise, Fung-wong só tenha atingido a intensidade de tempestade tropical em sua intensidade máxima. Movendo-se para o norte, a tempestade atingiu a costa da parte sudeste de Taiwan no dia seguinte. Fung-wong mais tarde enfraqueceu devido à reação da terra. Ambas as agências rebaixaram Fung-wong a uma depressão tropical, exatamente quando estava atingindo a costa de Xangai em 23 de setembro. Em 24 de setembro, Fung-wong começou a interagir com um sistema frontal e tanto o JMA quanto o JTWC emitiram seu comunicado final sobre o sistema, declarando que ele havia se tornado extratropical. Seus remanescentes se dissiparam na Península Coreana em 25 de setembro.
Durante 19 de setembro, a combinação de Fung-wong com as monções do sudoeste trouxe chuvas e inundações em grande parte das Filipinas, e muitos dizem que a região metropolitana de Manila teve suas piores inundações desde 2009. Quezon City teve uma precipitação total de 268 mm em menos de seis horas e o rio Marikina atingiu o nível de 20 metros, fazendo com que muitas pessoas evacuassem dentro da área. 21 voos atrasaram-se no Aeroporto Internacional de Clark e muitos cortes de energia ocorreram em muitas províncias. A perda total de danos registada do NDRRMC atingiu $ 3,4 mil milhões (US $ 76,4 milhões), e um total de 18 pessoas foram mortas e 16 desaparecidas. Além daqueles, semelhantes a Karding, granizo foi relatado em Makati em 18 de setembro. Além disso, as chuvas em Taiwan também cancelaram muitos voos e mataram três pessoas. Fung-wong também matou uma pessoa na China continental, e as perdas econômicas totais foram contadas em CNY 950 milhões (US $ 155 milhões).

### Tempestade tropical severa Kammuri
Em 23 de setembro, uma depressão tropical se desenvolveu próximo às Ilhas Marianas e, no dia seguinte, o JTWC designou o sistema como 17W. Ao mesmo tempo, 17W havia se fortalecido na tempestade tropical Kammuri. Conforme a circulação de baixo nível melhorou, Kammuri tornou-se mais organizado. Com isso, um grande olho começou a se desenvolver. Em 26 de setembro, a JMA atualizou o sistema para uma forte tempestade tropical e atingiu o pico de intensidade com ventos sustentados de 95 km/h (59 mph). Em 27 de setembro, Kammuri começou a interagir com um sistema frontal conforme ele começou a enfraquecer em uma tempestade tropical. O JTWC emitiu o seu parecer final em 29 de setembro, uma vez que afirmou que se tornou extratropical.  Porém, o JMA rastreou Kammuri até o início do dia seguinte. Os remanescentes de Kammuri saíram da bacia e foram monitorados pela última vez no dia 1º de outubro.

### Tufão Phanfone (Neneng)
Em 26 de setembro, uma grande área de convecção persistia bem a oeste do Dateline Internacional. Ao mesmo tempo, o JTWC o classificou como um distúrbio tropical. O JMA classificou isso como uma depressão tropical em 28 de setembro, enquanto o JTWC a designou como 18W no dia seguinte. Em 29 de setembro de 18W se intensificou na tempestade tropical Phanfone, devido às condições muito favoráveis e intensas tempestades ricas com convecção em torno do centro da tempestade. Devido a esses fatores, Phanfone continuou apresentando sinais de intensificação no final daquele dia. Phanfone tornou-se um tufão mínimo no final de 30 de setembro. Mas devido às altas temperaturas da superfície do mar e ambientes muito favoráveis, Phanfone passou por um rápido aprofundamento em 1 de outubro. No dia seguinte, Phanfone tornou-se um tufão de categoria 4. No entanto, a tempestade enfraqueceu para uma categoria 3. Isso se deve ao fato de seu olho ter substituído o antigo e passar por um pequeno ciclo de substituição da parede do olho, embora o JTWC tenha atualizado o Phanfone para a categoria 4 novamente no final de 3 de outubro. Ao mesmo tempo, Phanfone entrou no PAR, com PAGASA atribuindo o nome de Neneng, embora a tempestade tenha saído da bacia várias horas depois. Em 4 de outubro, Phanfone atingiu seu pico de intensidade, com o JTWC classificando-o como um supertufão. A tempestade enfraqueceu continuamente à medida que se aproximava do Japão, e depois que afetou o Japão, o JTWC emitiu o seu último aviso sobre o sistema em 6 de outubro, enquanto seguia para nordeste e extremamente afetado por forte cisalhamento do vento vertical.

### Tufão Vongfong (Ompong)
Em 2 de outubro, o JMA começou a monitorar uma depressão tropical que se desenvolveu nas Ilhas Marshall. Durante o dia seguinte, foi considerado 19W pelo JTWC, e foi atualizado para a tempestade tropical Vongfong algumas horas depois. Devido a um forte fluxo de saída, Vongfong intensificou-se para um tufão mínimo ao afetar as Ilhas Marianas. Durante o dia seguinte, Vongfong entrou em uma área de ambientes favoráveis onde permitiu que o sistema passasse por uma fase de rápido aprofundamento e, como resultado, foi atualizado para um tufão de categoria 3 pelo JTWC mais tarde naquele dia 7 de outubro. No final do dia 7 de outubro, PAGASA declarou que Vongfong havia entrado em sua área de responsabilidade e a nomeou Ompong. Em 8 de outubro, Vongfong intensificou-se de forma explosiva de um supertufão de Categoria 3 para Categoria 5, onde atingiu o pico com ventos de 215 km/h (134 mph) e uma pressão mínima de 900 hPa, tornando Vongfong o ciclone tropical mais poderoso de 2014, e o mais intenso desde o tufão Haiyan. Embora Vongfong tenha mantido sua intensidade, o tufão passou por um ciclo de substituição da parede do olho e isso fez com que Vongfong enfraquecesse no dia seguinte. Em 10 de outubro, o JTWC rebaixou o Vongfong a um tufão de categoria 3, pois sua convecção começou a enfraquecer ligeiramente. Isso também enfraqueceu o sistema para um tufão de categoria 2 no início de 11 de outubro, e passou pela ilha de Okinawa. Vongfong atingiu o sudoeste do Japão em 13 de outubro, exatamente quando ambas as agências o rebaixaram para uma forte tempestade tropical, embora o JTWC tenha emitido seu aviso final algumas horas depois. O ar seco cercou a periferia sul de Vongfong quando a JMA emitiu o seu comunicado final no início de 14 de outubro. Os remanescentes extratropicais de Vongfong saíram da bacia no início de 16 de outubro e se dissiparam totalmente um dia depois.

### Tufão Nuri (Paeng)
O JMA começou a rastrear a depressão tropical em 30 de outubro no mar das Filipinas. No dia seguinte, o JTWC emitiu alertas sobre a depressão tropical, que foi designada como 20W. Mais tarde naquele dia, ambas as agências atualizaram 20W para uma tempestade tropical, com o nome de Nuri. No início de 1º de novembro, Nuri se intensificou gradativamente ao entrar no PAR, com PAGASA chamando-o de Paeng. Mais tarde naquele dia, o JMA atualizou a tempestade para uma tempestade tropical severa. Devido ao aumento da atividade convectiva, Nuri havia se intensificado rapidamente para um tufão por ambas as agências. Em 2 de novembro, Nuri havia passado por uma fase de rápido aprofundamento de um tufão mínimo a um supertufão em um período de 24 horas.  No final de 2 de novembro, Nuri atingiu seu pico de intensidade, com ventos máximos sustentados de 285 km/h (177 mph), empatado com Vongfong, embora sua pressão mínima foi registada em 910 hPa. Algumas baixas temperaturas da superfície do mar e de cisalhamento fizeram com que o Nuri enfraquecesse mais tarde naquele dia, enquanto se movia rapidamente para o nordeste. Tanto o JMA quanto o JTWC rebaixaram o Nuri a um tufão de categoria 3 em 5 de novembro. Por volta dessa época, a tempestade passou por um ciclo de substituição da parede do olho e Nuri enfraqueceu rapidamente, devido ao cisalhamento do vento vertical. Durante 6 de novembro, Nuri fez a transição para um ciclone extratropical, pois as duas agências pararam de emitir avisos sobre o sistema. O remanescente extratropical de Nuri se dividiu em dois sistemas de baixa pressão em 7 de novembro, e a baixa original de Nuri foi posteriormente absorvida pelo novo e mais poderoso ciclone extratropical no mesmo dia.

### Tempestade tropical Sinlaku (Queenie)
Em 23 de novembro, um aglomerado de tempestades foi localizado perto do equador. No final de 24 de novembro, uma ampla área de baixa pressão se desenvolve bem a leste de Mindanau, nas Filipinas. Em 26 de novembro, a área desenvolveu gradualmente convecção perto de seu centro e a PAGASA a atualizou para Tropical Depression Queenie. Mais tarde, no mesmo dia, tanto o JMA quanto o JTWC classificaram Queenie como uma depressão tropical, com o JTWC também a designando como 21W. Em 28 de novembro, o JMA atualizou o sistema para uma tempestade tropical, atribuindo o nome de Sinlaku, enquanto o JTWC seguia o exemplo. Devido ao baixo cisalhamento vertical, Sinlaku ganhou força enquanto estava no Mar do Sul da China. No dia seguinte, a atividade convectiva aumentou perto do centro da tempestade. Ao mesmo tempo, o JMA atualizou Sinlaku para uma tempestade tropical severa, porém de acordo com sua melhor pista, o JMA atingiu seu pico de intensidade como uma forte tempestade tropical. Mais tarde naquele dia, Sinlaku atingiu o Vietname quando este começou a enfraquecer. Ambas as agências rebaixaram o sistema para depressão tropical no início de 30 de novembro e fizeram seus avisos finais no final do dia.
Como uma depressão tropical, Sinlaku açoitou os Visayas, matou 4 pessoas e os danos à infraestrutura foram de Php2.66 milhões (US $ 60.000). Os danos no Vietname foram de VND 90 mil milhões (US$ 4,2 milhões).

### Tufão Hagupit (Ruby)
Em 30 de novembro, o JMA começou a rastrear uma depressão tropical de cerca de 530 km sul-sudoeste de Kosrae, porém operacionalmente foi rastreado no dia seguinte. Em 1º de dezembro, o JTWC começou a emitir avisos conforme o sistema se intensificou para uma tempestade tropical, recebendo o nome de Hagupit. Hagupit se intensificou em um tufão no dia seguinte. Durante o dia 3 de dezembro, o Hagupit começou a passar por uma fase de intensificação explosiva de um tufão de categoria 2 a um supertufão de categoria 5, à medida que um olho claro e bem definido se desenvolvia. Mais tarde, no mesmo dia, Hagupit entrou no PAR, com PAGASA dando o nome de Ruby. No início de 4 de dezembro, Hagupit atingiu seu pico de intensidade com ventos sustentados de 10 minutos de 215 km/h (134 mph) e uma pressão barométrica mínima de 905 hPa. Posteriormente, o tufão encontrou vento moderado na vertical do leste e iniciou um ciclo de substituição da parede do olho enquanto enfraquecia para um supertufão de categoria 4. O JTWC rebaixou o Hagupit a um tufão de categoria 3 pouco antes de 7 de dezembro.  Hagupit atingiu o leste de Samar e encontrou reação terrestre, pois enfraqueceu ainda mais para um tufão de categoria 2.  Horas depois, o sistema moveu-se na direção noroeste e fez seu segundo landfall sobre Masbate. No dia seguinte, ambas as agências rebaixaram Hagupit a uma tempestade tropical severa, devido ao seu movimento lento e contínuo e reação terrestre quando fez seu terceiro landfall sobre a ilha de Marinduque. Durante o seu quarto desembarque sobre Batangas, o JMA rebaixou-o para uma tempestade tropical. Em 9 de dezembro, Hagupit emergiu no Mar da China Meridional, mantendo sua intensidade de tempestade tropical.  Embora devido a um aumento da convecção profunda perto do centro, Hagupit fortaleceu-se ligeiramente, embora sua intensidade permanecesse na força de tempestade tropical.  Em 12 de dezembro, Hagupit enfraqueceu e se tornou uma depressão tropical, até que ambas as agências emitiram seu comunicado final sobre a tempestade. O JMA o rastreou até que se dissipou a sudeste da cidade de Ho Chi Minh, Vietname, mais tarde no mesmo dia.

### Tempestade tropical Jangmi (Seniang)
Em 28 de dezembro, a depressão tropical 23W desenvolveu cerca de 630 km a oeste da ilha de Palau. A PAGASA também chamou o sistema de Seniang. Poucas horas depois, o sistema se organizou rapidamente e foi considerado uma tempestade tropical, com o nome de Jangmi. Em 29 de dezembro, Jangmi atingiu a cidade de Hinatuan, na província de Surigao del Sur, e atingiu brevemente seu pico de força com ventos máximos de 85 km/h (53 mph).  A tempestade atravessou a região de Caraga e saiu da massa de terra de Mindanao enquanto o sistema se enfraquecia lentamente. Durante o dia seguinte, Jangmi atingiu o continente sobre Cebu e o sul de Negros, pouco antes de o JTWC rebaixá-lo para depressão tropical. Ambas as agências fizeram seu alerta final sobre Jangmi em 1º de janeiro de 2015, quando a temporada de tufões do Pacífico de 2015 começou.

### Outros sistemas
Durante 11 de março, o JMA monitorou uma depressão tropical que se desenvolveu cerca de 195 km a leste da cidade de Mati, nas Filipinas. No dia seguinte, o sistema moveu-se para o oeste, antes de ser notado pela última vez no Mar das Celebes em 12 de março. Em 19 de abril, o JMA informou que uma depressão tropical havia se desenvolvido cerca de 300 mi (490 km) ao sudoeste de Hagåtña, Guam. Devido a menos convecção e águas frias em 21 de abril, a depressão enfraqueceu e se transformou em distúrbio enquanto ainda se movia para oeste. Os remanescentes da depressão afetaram o norte das Filipinas e se dissiparam em 23 de abril, devido à interação com a terra. Em 19 de julho, uma depressão tropical formou-se a sudeste de Guam. Ele se moveu lentamente na direção noroeste ao longo dos dias seguintes. No início de 22 de julho, o JTWC emitiu um Alerta TCFA, mas mais tarde naquele dia, o sistema perdeu sua organização e foi rebaixado para uma área de baixa pressão. Em 19 de agosto, o JMA monitorou brevemente uma depressão tropical, que se desenvolveu ao longo da costa da China a nordeste de Hong Kong.
Durante 24 de agosto, a partir de uma pós-análise do JMA, uma depressão tropical se desenvolveu bem ao sudeste de Tóquio, no Japão. O sistema se dissipou em 26 de agosto ao ser absorvido por uma frente fria associada a um sistema extratropical ao norte. A nebulosidade convencional persistiu nas Filipinas, contribuindo para trazer fortes chuvas em 25 de agosto. A área intensificou-se para uma área de baixa pressão ao se mover para o Mar do Sul da China no dia seguinte. Foi classificada como depressão tropical no dia 27 de agosto pelo JMA. A depressão afetou a Ilha de Ainão, no sul da China e no norte do Vietname por fortes chuvas e inundações repentinas, enquanto se movia na direção oeste. Em 29 de agosto, o sistema enfraqueceu para uma baixa remanescente logo a leste do 100º meridiano a leste. Uma área de baixa pressão formada a partir de uma baixa de nível superior vários quilômetros a leste-sudeste do Japão em 31 de agosto. Começou a se organizar e a parte sul do sistema tem ventos com força de depressão tropical. Em 4 de setembro, o JMA o atualizou para uma depressão tropical. Embora o sistema tenha se movido para uma área de cisalhamento do vento vertical moderado. Com isso, o sistema tornou-se extratropical no final de 5 de setembro.

## Nomes de tempestade
No noroeste do Oceano Pacífico, a Agência Meteorológica do Japão (JMA) e a Administração de Serviços Atmosféricos, Geofísicos e Astronômicos das Filipinas atribuem nomes aos ciclones tropicais que se desenvolvem no Pacífico Ocidental, o que pode resultar em um ciclone tropical com dois nomes. RSMC Tóquio da Agência Meteorológica do Japão - O Typhoon Center atribui nomes internacionais a ciclones tropicais em nome do Comitê de Tufões da Organização Meteorológica Mundial, caso sejam considerados como tendo velocidades de vento sustentadas de 10 minutos de 65 km/h. Enquanto a Administração de Serviços Atmosféricos, Geofísicos e Astronômicos das Filipinas atribui nomes aos ciclones tropicais que se movem ou se formam como uma depressão tropical em sua área de responsabilidade localizada entre 135 ° E e 115 ° E e entre 5 ° N-25 ° N, mesmo que o ciclone teve um nome internacional atribuído a ele.  Os nomes de ciclones tropicais importantes foram retirados, tanto pelo PAGASA quanto pelo Comitê do Tufão. Se a lista de nomes para a região das Filipinas se esgotar, os nomes serão retirados de uma lista auxiliar, da qual os dez primeiros são publicados a cada temporada. Os nomes não utilizados são marcados em cinzento.

### International names
Durante a temporada, 22 tempestades tropicais se desenvolveram no Pacífico Ocidental e cada uma foi nomeada pelo JMA, quando o sistema foi julgado como tendo velocidades de vento sustentadas de 10 minutos de 65 km/h. A JMA selecionou os nomes de uma lista de 140 nomes, que foi desenvolvida pelas 14 nações e territórios membros do Comitê de Tufões da ESCAP/OMM.

### Filipinas
| Lingling | Kajiki   | Faxai    | Peipah    | Tapah   | Mitag    | Hagibis  | Neoguri | Rammasun | Matmo   | Halong |
| Nakri    | Fengshen | Kalmaegi | Fung-wong | Kammuri | Phanfone | Vongfong | Nuri    | Sinlaku  | Hagupit | Jangmi |

| Agaton         | Basyang                 | Caloy                   | Domeng                 | Ester                           |
| Florita        | Glenda                  | Henry                   | Inday                  | Jose                            |
| Karding        | Luis                    | Mario                   | Neneng                 | Ompong                          |
| Paeng          | Queenie                 | Ruby                    | Seniang                | Tomas (sem usar)                |
| Usman          | Venus (sem ser usado)   | Waldo (sem ser usado)   | Yayang (sem ser usado) | Zeny (sem usar) (sem ser usado) |
| Lista auxiliar |                         |                         |                        |                                 |
| Agila          | Bagwis (sem ser usado)  | Chito (sem ser usado)   | Diego (sem ser usado)  | Elena (sem ser usado)           |
| Felino         | Gunding (sem ser usado) | Harriet (sem ser usado) | Indang (sem ser usado) | Jessa (sem ser usado)           |

Durante a temporada, a PAGASA usou seu próprio esquema de nomenclatura para os 19 ciclones tropicais, que se desenvolveram ou se moveram para sua área de responsabilidade autodefinida. Os nomes foram retirados de uma lista de nomes, que foi usada pela última vez em 2010 e está programada para ser usada novamente em 2018. Os nomes Jose, Karding, Mario e Ruby foram usados pela primeira (e única, nos casos de Jose, Mario e Ruby) vez durante o ano após os nomes Juan, Katring, Milenyo e Reming terem sido retirados.

### Aposentadoria

#### Internacional
Após a temporada, o Typhoon Committee retirou o nome Rammasun e, em fevereiro de 2016, foi substituído por Bualoi para as temporadas futuras.

#### Filipinas
No início de 2014, o nome Kanor foi originalmente programado para substituir Katring, no entanto, PAGASA substituiu-o pelo nome Kard em setembro, após obter feedback negativo do público.
Após a temporada, os nomes Glenda, Jose, Mario, Ruby e Seniang foram aposentados pela PAGASA, pois causaram mais de PhP 1 mil milhão em danos. Posteriormente, foram substituídos na lista pelos nomes Gardo, Josie, Maymay, Rosita e Samuel.

## Efeitos sazonais
Esta tabela listará todas as tempestades que se desenvolveram no noroeste do Oceano Pacífico a oeste da Linha Internacional de Data e ao norte do equador durante 2014. Ele incluirá sua intensidade, duração, nome, áreas afetadas, mortes e totais de danos. Os valores de classificação e intensidade serão baseados em estimativas conduzidas pela JMA. Todos os números de danos serão em 2014 USD. Os danos e mortes de uma tempestade incluirão quando a tempestade foi uma onda precursora ou uma baixa extratropical.
| Nome                | Datas ativo                                   | Classificação maior        | Velocidade ventos sustentados | Pressão               | Áreas afetadas                                                                                | Prejuízos (USD) | Mortos | Refs                                    |
| ------------------- | --------------------------------------------- | -------------------------- | ----------------------------- | --------------------- | --------------------------------------------------------------------------------------------- | --------------- | ------ | --------------------------------------- |
| Lingling (Agaton)   | 10 de janeiro – 20                            | Tempestade tropical        | 65 km/h                       | 1002 hPa (29.59 inHg) | Filipinas                                                                                     | $12 600 000     | 70     | [ 19 ]                                  |
| Kajiki (Basyang)    | 29 de janeiro – 1 de fevereiro                | Tempestade tropical        | 65 km/h                       | 1000 hPa (29.53 inHg) | Filipinas                                                                                     | $202 000        | 6      | [ 19 ] [ 27 ]                           |
| Faxai               | 27 de fevereiro – 5 de março                  | Tufão                      | 120 km/h                      | 975 hPa (28.79 inHg)  | Ilhas Carolinas, Ilhas Marianas                                                               | Menor           | 1      | [ 36 ]                                  |
| TD                  | 11 de março – 12                              | Depressão tropical         | Não definido                  | 1008 hPa (29.77 inHg) | Sulawesi                                                                                      | Nenhum          | Nenhum |                                         |
| 04W (Caloy)         | 17 de março – 24                              | Depressão tropical         | Não definido                  | 1004 hPa (29.65 inHg) | Filipinas                                                                                     | Nenhum          | Nenhum | [ 19 ]                                  |
| Peipah (Domeng)     | 2 de abril – 15                               | Tempestade tropical        | 65 km/h                       | 998 hPa (29.47 inHg)  | Ilhas Carolinas                                                                               | Nenhum          | Nenhum |                                         |
| TD                  | 19 de abril – 21                              | Depressão tropical         | Não definido                  | 1004 hPa (29.65 inHg) | Ilhas Carolinas, Filipinas                                                                    | Nenhum          | Nenhum |                                         |
| Tapah               | 27 de abril – 2 de maio                       | Tempestade tropical severa | 95 km/h                       | 985 hPa (29.09 inHg)  | Nenhum                                                                                        | Nenhum          | Nenhum |                                         |
| Mitag (Ester)       | 9 de junho – 12                               | Tempestade tropical        | 75 km/h                       | 994 hPa (29.35 inHg)  | Filipinas, Taiwan, Japão                                                                      | Nenhum          | Nenhum |                                         |
| Hagibis             | 13 de junho – 17                              | Tempestade tropical        | 75 km/h                       | 996 hPa (29.41 inHg)  | Filipinas, China, Taiwan, Japão                                                               | $198 000 000    | Nenhum | [ 62 ]                                  |
| Neoguri (Florita)   | 2 de julho – 11                               | Tufão muito forte          | 185 km/h                      | 930 hPa (27.46 inHg)  | Ilhas Carolinas, Guam, Japão                                                                  | $632 000 000    | 3      | [ 194 ]                                 |
| Rammasun (Glenda)   | 9 de julho – 20                               | Tufão muito forte          | 165 km/h                      | 935 hPa (27.61 inHg)  | Ilhas Carolinas, Guam, Filipinas, China, Vietname                                             | $8 031 000 000  | 222    | [ 195 ] [ 196 ] [ 62 ]                  |
| Matmo (Henry)       | 16 de julho – 25                              | Tufão                      | 130 km/h                      | 965 hPa (28.50 inHg)  | Palau, Filipinas, Taiwan, China, Coreia                                                       | $418 000 000    | 65     | [ 83 ] [ 197 ] [ 198 ] [ 62 ]           |
| TD                  | 19 de julho – 22                              | Depressão tropical         | Não definido                  | 1008 hPa (29.77 inHg) | Ilhas Carolinas, Ilhas Marianas                                                               | Nenhum          | Nenhum |                                         |
| Halong (Jose)       | 27 de julho – agosto 11                       | Tufão violento             | 195 km/h                      | 920 hPa (27.17 inHg)  | Ilhas Carolinas, Ilhas Marianas, Filipinas, Japão, Sibéria                                    | $72 800 000     | 12     | [ 199 ] [ 200 ]                         |
| Nakri (Inday)       | 28 de julho – agosto 4                        | Tempestade tropical severa | 100 km/h                      | 980 hPa (28.94 inHg)  | Japão, Coreia                                                                                 | $114 000        | 15     | [ 90 ] [ 91 ] [ 93 ]                    |
| Genevieve           | 7 de agosto – 14                              | Tufão violento             | 205 km/h                      | 915 hPa (27.02 inHg)  | Nenhum                                                                                        | Nenhum          | Nenhum |                                         |
| TD                  | 19 de agosto                                  | Depressão tropical         | Não definido                  | 1006 hPa (29.71 inHg) | Taiwan, China                                                                                 | Nenhum          | Nenhum |                                         |
| TD                  | 24 de agosto – 26                             | Depressão tropical         | Não definido                  | 1006 hPa (29.71 inHg) | Nenhum                                                                                        | Nenhum          | Nenhum |                                         |
| TD                  | 27 de agosto – 29                             | Depressão tropical         | Não definido                  | 1004 hPa (29.65 inHg) | China, Vietname, Laos                                                                         | Nenhum          | Nenhum |                                         |
| TD                  | 4 de setembro – 5                             | Depressão tropical         | Não definido                  | 1006 hPa (29.71 inHg) | Nenhum                                                                                        | Nenhum          | Nenhum |                                         |
| Fengshen            | 5 de setembro – 10                            | Tempestade tropical severa | 110 km/h                      | 975 hPa (28.79 inHg)  | Japão                                                                                         | Nenhum          | Nenhum |                                         |
| 14W (Karding)       | 5 de setembro – 8                             | Depressão tropical         | 55 km/h                       | 1004 hPa (29.65 inHg) | Filipinas, China, Vietname                                                                    | Nenhum          | Nenhum |                                         |
| Kalmaegi (Luis)     | 11 de setembro – 18                           | Tufão                      | 140 km/h                      | 960 hPa (28.35 inHg)  | Ilhas Carolinas, Filipinas, China, Indochina, Índia                                           | $2 918 000 000  | 48     | [ 117 ] [ 118 ] [ 119 ] [ 62 ]          |
| Fung-wong (Mario)   | 17 de setembro – 24                           | Tempestade tropical        | 85 km/h                       | 985 hPa (29.09 inHg)  | Filipinas, Taiwan, Japão, China, Coreia do Sul                                                | $231 000 000    | 22     | [ 129 ] [ 131 ] [ 132 ]                 |
| Kammuri             | 23 de setembro – 30                           | Tempestade tropical severa | 95 km/h                       | 985 hPa (29.09 inHg)  | Ilhas Marianas, Japão                                                                         | Nenhum          | Nenhum |                                         |
| Phanfone (Neneng)   | 28 de setembro – 6 de outubro                 | Tufão muito forte          | 175 km/h                      | 935 hPa (27.61 inHg)  | Ilhas Carolinas, Ilhas Marianas, Japão                                                        | $100 000 000    | 11     | [ 201 ]                                 |
| Vongfong (Ompong)   | 2 de outubro – 14                             | Tufão violento             | 215 km/h                      | 900 hPa (26.58 inHg)  | Ilhas Carolinas, Ilhas Marianas, Taiwan, Japão, Coreia do Sul, Península de Kamchatka, Alasca | $160 600 000    | 9      | [ 202 ] [ 203 ] [ 204 ] [ 205 ] [ 206 ] |
| Nuri (Paeng)        | 30 de outubro – novembro 6                    | Tufão violento             | 205 km/h                      | 910 hPa (26.87 inHg)  | Japão                                                                                         | Menor           | Nenhum |                                         |
| Sinlaku (Queenie)   | 26 de novembro – 30                           | Tempestade tropical        | 85 km/h                       | 990 hPa (29.23 inHg)  | Palau, Filipinas, Vietname, Laos, Camboja                                                     | $4 260 000      | 4      | [ 207 ] [ 208 ]                         |
| Hagupit (Ruby)      | 30 de novembro – 12 de dezembro               | Tufão violento             | 215 km/h                      | 905 hPa (26.72 inHg)  | Ilhas Carolinas, Palau, Filipinas, Vietname                                                   | $114 000 000    | 18     | [ 209 ]                                 |
| Jangmi (Seniang)    | 28 de dezembro de 2014 – 1 de janeiro de 2015 | Tempestade tropical        | 75 km/h                       | 996 hPa (29.41 inHg)  | Filipinas, Bornéu                                                                             | $28 400 000     | 66     | [ 210 ]                                 |
| Totais da temporada |                                               |                            |                               |                       |                                                                                               |                 |        |                                         |
| 32 sistemas         | 10 de janeiro de 2014 – janeiro 1 de 2015     |                            | 215 km/h                      | 900 hPa (26.58 inHg)  |                                                                                               | $12 921 270 000 | 572    |                                         |